# Archytas daemon
Archytas daemon là một loài ruồi trong họ Tachinidae.